# Conker a Mókus
Conker a Mókus kitalált szereplő, aki először az 1997-es, Diddy Kong Racing című, Nintendo 64-re megjelent játékban tűnt fel mint választható versenyző. 1999-ben kapott először saját, a Game Boy Color platformon megjelenő játékot Conker’s Pocket Tales címmel. Fő játéka, ami miatt ismertté vált a 2001-es Nintendo 64-es Conker’s Bad Fur Day lett, aminek később 2005-ben egy felújított változata is készült Xbox-ra, Conker Live & Reloaded címen. Mind két 3D-s kalandjában Chris Seavor, a karakter megalkotója adta a hangját neki (és a többi férfi karakternek is). A szereplő a Rare Ltd. tulajdonát képzi, de csak a Microsoft gépein megjelent játékban szerepelhet, a cég felvásárlása óta (emiatt nem szerepelhetett a Diddy Kong Racing DS-es változatában sem).

## A karakter fejlődése

### Diddy Kong Racing (Nintendo 64)
Ebben a játékban még aranyos kis mókuskaként lett ábrázolva, ezen kívül távolról sem hasonlított a végleges formájára. Egy volt a választható versenyzők között, nem volt semmi háttere.

### Conker's Quest (Nintendo 64)
(később Twelve Tales: Conker 64) törölt projektek

Ezek a játékok a klasszikus 3D-s platform játék stílusába estek volna, ha megjelennek. Conker itt már végleges formát nyert (ami az ábrázatát illeti, ruhái pályától függően változtak). A játék nem jelent meg végül, a fejlesztés új irányt vett.

### Conker’s Pocket Tales (Game Boy Color)
A GBC-re megjelent rész volt az első játék, amiben ő volt a főhős és meg is jelent. Itt egy aranyos világban kellett megmentenie barátnőjét és visszaszereznie a saját születésnapi meglepetéseit. A főellenség itt a gonosz makk volt. Kinézete elnyerte végleges alakját, ruhája egy kék póló volt.

### Conker’s Bad Fur Day (Nintendo 64)
(és Conker Live & Reloaded (Xbox, de az Xbox 360 is lejátssza, jobb minőségben)

Itt nyerte el a karakter, végső alakját. Ebben a Nintendo 64-re megjelent platform játékban, Conker már egy groteszk, de meseszerű világban próbál hazajutni egy kiadós kocsmázás után. A játék felvonultat rengeteg fekete humort, film paródiát, drogok fogyasztását, ronda beszédet és ferdült karaktereket, mint például Sloprano az ürülék lény, aki ganajtúró bogarak evésével és énekléssel tölti mindennapjait. Conker a végigjátszás során, több alkalommal is leissza magát, és vizeléssel old meg problémákat (például a fű függő tűzmanók eloltása), de viselkedése is megváltozott, hiszen két dolog számít neki igazán: a pénz és a szex. A békés karakterből így lett egy szigorúan 18 éven felülieknek szóló játék főhőse.